# Shigeyuki Yamane
Pour les articles homonymes, voir Yamane.
Shigeyuki Yamane (山根 成之, Yamane Shigeyuki), né le 14 juin 1936 et mort le 27 décembre 1991) est un réalisateur et un scénariste japonais.

## Biographie
Shigeyuki Yamane a fait ses études à l'université Nihon. Il a réalisé 22 films et écrit 13 scénarios entre 1966 et 1984.

## Filmographie partielle
- 1968 : Entendre la chanson de la vengeance (復讐の歌が聞える, Fukushū no uta ga kikoeru?) coréalisé avec Masahisa Sadanaga
- 1974 : Ashita kagayaku (あした輝く?)
- 1975 : Ore no iku michi (おれの行く道?)
- 1975 : Minato no Yōko Yokohama Yokosuka (港のヨーコ・ヨコハマ ヨコスカ?)
- 1976 : Saraba natsu no hikari yo (さらば夏の光よ?)
- 1976 : Ninjutsu: Sarutobi Sasuke (忍術 猿飛佐助?)
- 1976 : Permanent Blue: Manatsu no koi (パーマネント・ブルー 真夏の恋?)
- 1976 : Otōto (おとうと?)
- 1977 : Totsuzen arashi no yōni (突然、嵐のように?)
- 1977 : Wani to ōmu to ottosei (ワニと鸚鵡とオットセイ?)
- 1978 : Double Clutch (ダブル・クラッチ, Daburu kuracchi?)
- 1978 : Kugatsu no sora (九月の空?)
- 1979 : Goro, super flic (黄金の犬, Ōgon no inu?)
- 1980 : Gobanchō yūgirirō (五番町夕霧楼?)
- 1983 : Headphone Lullaby (ヘッドフォン・ララバイ?)

## Récompense
- 1977 : prix Blue Ribbon de la meilleure réalisation pour Saraba natsu no hikari yo et Permanent Blue: Manatsu no koi[2]